# Simulium jianjinshanense
Simulium jianjinshanense är en tvåvingeart som beskrevs av Zhang och Chen 2006. Simulium jianjinshanense ingår i släktet Simulium och familjen knott. Inga underarter finns listade i Catalogue of Life.